# Джонс Хопкинс
Джонс Хопкинс (на английски: Johns Hopkins) е американски бизнесмен, филантроп, аболиционист и квакер.
След смъртта на Хопкинс през 1873 г. огромното за времето наследство от седем милиона долара (основно в акции) е използвано за основаване на носещите неговото име световноизвестен университет „Джонс Хопкинс“, както и болницата „Джонс Хопкинс“ в Балтимор, (Мериленд).
Често името му неправилно се произнася Джон вместо Джонс. Той носи името на своята прабаба Маргарита Джонс. След брака ѝ с Джералд Хопкинс те кръщават сина си Джонс Хопкинс, впоследствие името се предава и на внука им.